# Pumpuri
Pumpuri es un barrio de la ciudad de Jūrmala, Letonia.

## Superficie
Posee una superficie de 1,7 kilómetros cuadrados (170 hectáreas).

## Población
Hasta 2008 presentaba una población de 523 habitantes, con una densidad de población de 307,7 habitantes por kilómetro cuadrado.